# Arvid Mörne-tävlingen

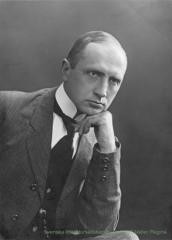
Arvid Mörne.

Arvid Mörne-tävlingen är en litteraturtävling uppkallad efter författaren och poeten Arvid Mörne och som arrangeras av Svenska folkskolans vänner. Tävlingen riktar sig till unga finlandssvenska författare under 30 år. Vartannat år gäller noveller som tävlingsbidrag, vartannat år dikter. Tävlingen har arrangerats sedan 1987.

## 1990-talet

### 1998: dikter
- Förstapris: Catharina Gripenberg
- Andrapris: Yaba Holst
- Tredjepris: Sanna Tahvanainen

### 1999: noveller
- Förstapris: Ika Österblad
- Andrapris: Monica Ålgars
- Tredjepris: Jean Lindén

## 2000-talet

### 2000: dikter
- Förstapris: Ulrika Nielsen
- Andrapris: Karoline Berg
- Tredjepris: Maria Salomaa

### 2002: dikter
- Förstapris: Heidi von Wright
- Andrapris: Linnea Rönnholm
- Tredjepris: Karin Erlandsson

### 2003: noveller
- Förstapris: Malin Klingenberg
- Andrapris: Lina Löfqvist
- Tredjepris: Fredrik Sonck

### 2004: dikter
- Förstapris: Bosse Hellsten
- Andrapris: Mari Lindman
- Tredjepris: Martin Högstrand

### 2005: noveller
- Förstapris: Freja Rudels
- Andrapris: Martin Welander
- Tredjepris: Sofia Sjö

### 2006: dikter
- Förstapris: Matilda Södergran
- Andrapris: Emma Strömberg
- Tredjepris: Sebastian Johans

### 2007: noveller
- Förstapris: Kaj Korkea-aho
- Andrapris: Sebastian Johans
- Tredjepris: Stefan Nyman

### 2008: dikter
- Förstapris: Lina Löfqvist (född 1982)
- Andrapris: Helen Korpak (född 1989)
- Tredjepris: Fredrik Bäck (född 1981)

### 2009: noveller
- Förstapris: Emma-Lotta Säätelä
- Andrapris: Tove-Marie Börg
- Tredjepris: Andreas Söderlund

## 2010-talet

### 2010: dikter
- Förstapris: Martina Moliis-Mellberg
- Andrapris: Linnea Tillema
- Tredjepris: Karoline Berg

### 2011: noveller
- Förstapris: Celia Hillo
- Andrapris: Jeny Langenskiöld
- Tredjepris: Ylva Vikström

### 2012: dikter
- Förstapris: Emma Mattsson
- Andrapris: Sylvia Javén
- Tredjepris: Valter Holmström

### 2013: noveller
- Förstapris: Martina Moliis-Mellberg
- Andrapris: Ellen Strömberg
- Tredjepris: Otto Donner (författare)

### 2014: dikter
- Förstapris: Josefin Öst
- Andrapris: Ingrid Weckström
- Tredjepris: Hanna Ylöstalo

### 2015: noveller
- Förstapris: Satu Laukkanen
- Andrapris: Christa Lundström
- Tredjepris: Julia Wickholm

### 2016: dikter
- Förstapris: Adrian Perera
- Andrapris: Sara Ebersson
- Tredjepris: Nina Östman

### 2017: noveller
- Förstapris: Déa Solin (född 1995)
- Andrapris: Quynh Tran
- Tredjepris: Axel Åhman

### 2018: dikter
- Förstapris: Rosanna Fellman
- Andrapris: Emma Kanckos
- Tredjepris: Ellinore Lindberg

### 2019: noveller
- Förstapris: Mathilda Larsson
- Andrapris: Jessika Holmlund
- Tredjepris: Oskar Lindholm

## 2020-talet

### 2020: dikter
- Förstapris: Ellenore Wentjärvi
- Andrapris: Emma Levo
- Tredjepris: Christoffer Steffansson

### 2021: noveller
- Förstapris: Felix Fortelius
- Andrapris: Julia Mäkkylä
- Tredjepris: Evelina Kulp

### 2022: dikter
- Förstapris: Cim Dahlle
- Andrapris: Jorunn Lavonius
- Tredjepris: Henrika Biström

### 2023: noveller
- Förstapris: Alexandra Harald
- Andrapris: Amanda Nylund
- Tredjepris: Vendla Fagerudd

### 2024: dikter
- Förstapris: Felicia Sarling
- Andrapris: Vivi Lindberg
- Tredjepris: Mattias Wingren